# A.C. Perugia Calcio
Associazione Calcistica Perugia Calcio, trước đây là AC Perugia, Perugia Calcio và thường được gọi đơn giản là Perugia, là một câu lạc bộ bóng đá Ý có trụ sở tại Perugia, Umbria. Được thành lập vào năm 1905 (được giới thiệu lại vào năm 2005 và 2010 do những rắc rối tài chính) là một trong những kỷ lục tốt nhất của nó trong mùa giải á quân tại Serie A 1978-79, trong đó họ đã bất bại và Cup UEFA Intertoto 2003. Đội hiện đang chơi ở Serie B sau khi thăng hạng từ Lega Pro Prima Divisione mùa 2013-14.

## Lịch sử

### A.C. Perugia
AC Perugia được thành lập vào ngày 9 tháng 6 năm 1905, sau khi sáp nhập Fortebracciovà Libertas của Hoa Kỳ.
Việc thăng hạng lên Serie B năm 1966 sẽ đánh dấu sự khởi đầu của một trong những giai đoạn thành công nhất của câu lạc bộ. Perugia đã trải qua tám năm tiếp theo ở Serie B trước khi thăng hạng Serie A lần đầu tiên vào năm 1975.

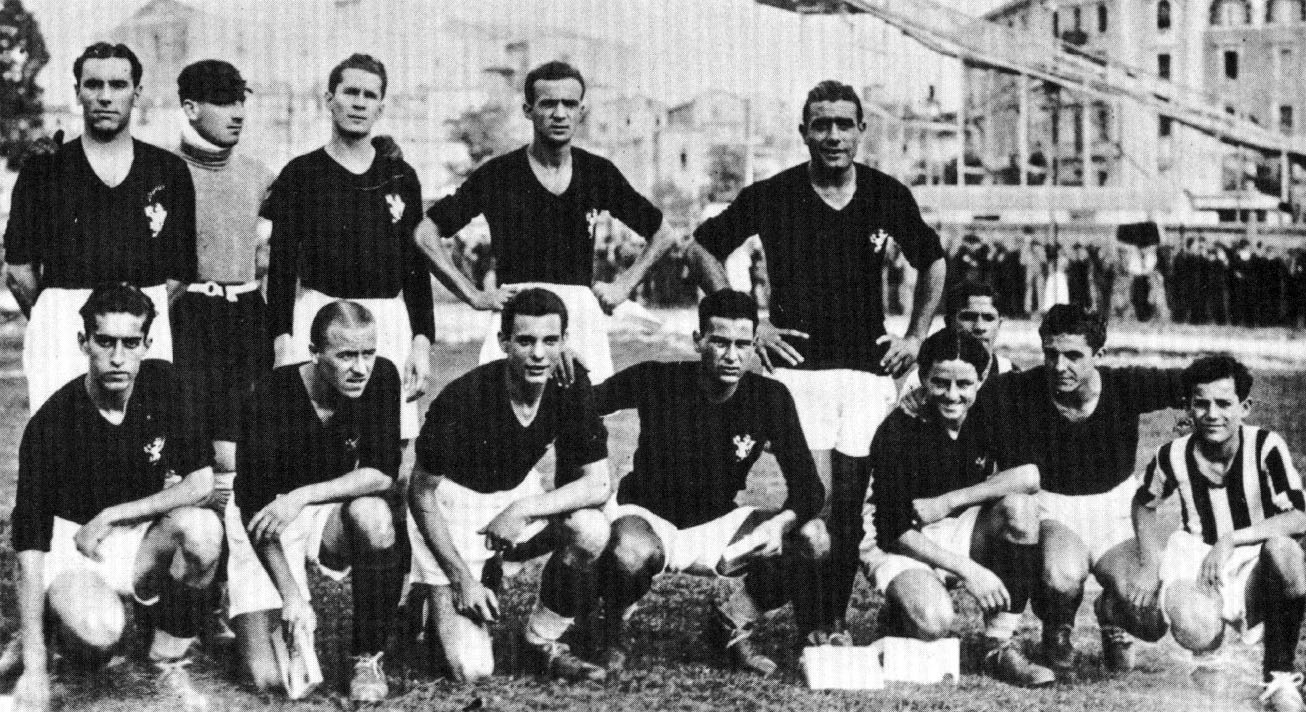
Perugia 1933-34

Trong mùa giải Serie A đầu tiên của câu lạc bộ, Perugia kết thúc thứ tám với 31 điểm - chỉ kém một vị trí châu Âu. Các cầu thủ ngôi sao ở bên cạnh bao gồm hậu vệ Pierluigi Frosio và các tiền vệ Renato Curi và Franco Vannini. Đội bóng vẫn nằm ở nửa trên của bảng trong phần còn lại của thập kỷ, kết thúc giải Á quân năm 1979 với 11 chiến thắng và 19 trận hòa, dẫn đến việc đội duy nhất bất bại không giành được danh hiệu. Tuy nhiên, bi kịch và vụ bê bối đã làm hỏng thời kỳ này. Năm 1977, Curi qua đời vì một cơn đau tim trong trận đấu với Juventus, trong khi sự nghiệp của Vannini đã kết thúc vì chấn thương vào năm 1979. Vụ bê bối Totonero năm 1980 đã dẫn đến án phạt 5 điểm và xuống hạng năm 1981. Ilario Castagner là huấn luyện viên trong giai đoạn này..
Câu lạc bộ đã dành nửa đầu thập niên 1980 để cố gắng trở lại Serie A, gần như thành công vào năm 1984. Một vụ bê bối khác vào năm 1986 đã buộc Perugia xuống Serie C2. Chính trong thời gian này, Fabrizio Ravanelli sẽ được phát hiện, sau đó anh sẽ tiếp tục sự nghiệp với Reggiana, Juventus, Middlesbrough và một số câu lạc bộ khác trước khi trở lại Perugia.
Luciano Gaucci gây tranh cãi và lập dị nắm quyền kiểm soát câu lạc bộ. Đội bóng trở lại Serie B vào năm 1994 và dưới sự hướng dẫn của Giovanni Galeone đến Serie A năm 1996. Perugia khởi đầu tốt trước quyết định của Gaucci thay thế Galeone bằng Nevio Scala.Mẫu đơn sau đó đã từ chối trước khi một cuộc biểu tình muộn màng cho họ cơ hội sống sót - thất bại 2-1 tại Piacenza trong vòng chung kết đã định đoạt số phận của họ. Với sự hỗ trợ của Castagner, Perugia đã giành chiến thắng trong trận play-off với Torino để đảm bảo trở lại chuyến bay hàng đầu.

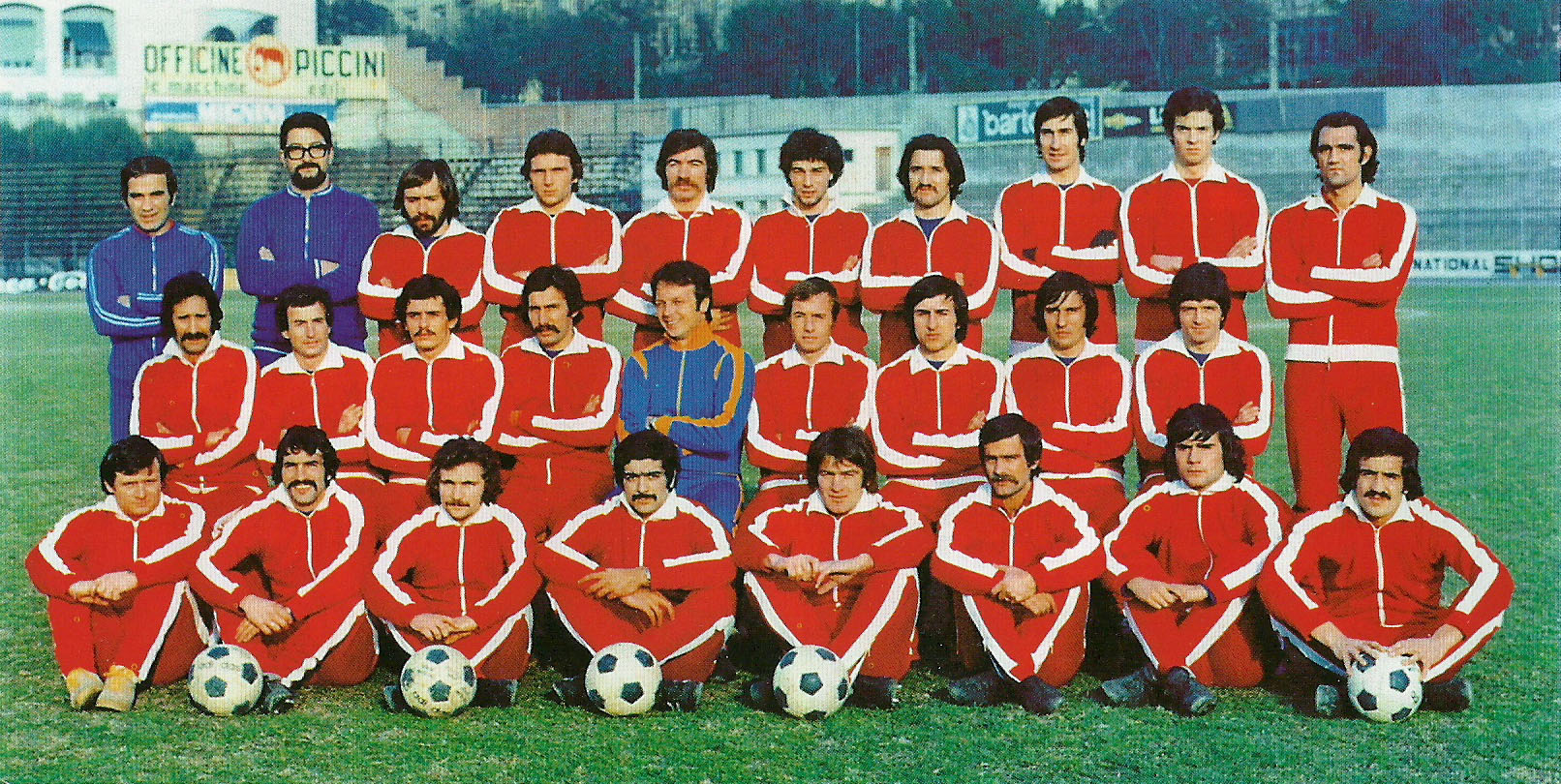
Perugia 1974-75

Sáu mùa giải tiếp theo chứng kiến Perugia giữ riêng mình ở Serie A với hàng nhập khẩu nước ngoài bao gồm cả quốc tế Nhật Bản Hidetoshi Nakata vào năm 1998. Đội bóng đã bị kiểm duyệt khi Gaucci chỉ trích và cuối cùng chấm dứt hợp đồng của cầu thủ của mình, Ahn Jung-Hwan của Hàn Quốc, vì đã ghi bàn thắng vàng đã loại Ý ra khỏi FIFA World Cup 2002, và bị cáo buộc xúc phạm quốc gia Ý. Giám đốc quốc gia của Ahn, Guus Hiddink đã lên tiếng chống lại việc sa thải. Sau sự phản đối kịch liệt, việc sa thải của Ahn đã bị đảo ngược, nhưng sau đó, chính người chơi đã bày tỏ không muốn quay trở lại câu lạc bộ nữa.
Mùa hè năm 2003, Perugia đã ký hợp đồng với tiền đạo người Anh Jay Bothroyd và Al-Saadi Gaddafi (con trai của nhà độc tài Libya Libya Muammar Gaddafi). Ngay sau đó, câu lạc bộ là một trong ba người chiến thắng UEFA Intertoto Cup 2003 sau khi đánh bại VfL Wolfsburg của Đức 3 trận0 trên tổng hợp. Điều này giúp đội tuyển tham dự UEFA Cup 2003-2004, trong đó họ bị loại ở vòng ba bởi PSV Eindhoven.

### Perugia Calcio
Chủ tịch mới Vincenzo Silvestrini đã tái lập câu lạc bộ vào năm 2005 với tên Perugia Calcio.
Sau khi tiếp quản, năm 2009, tài sản của Perugia Calcio đã được chuyển cho doanh nhân Perugian và chủ sở hữu và chủ tịch Pisa cũ, Leonardo Covarelli. Vào ngày 21 tháng 5 năm 2010, Tòa án Perugia tuyên bố phá sản Perugia Calcio srl. Không ai quyết định tiếp quản xã hội trong phiên đấu giá tiếp theo và vào ngày 30 tháng 6 năm 2010, câu lạc bộ không thể tham gia giải vô địch cấp ba của Ý 2010-2011. Liên đoàn bóng đá Ý đã quyết định vào ngày 8 tháng 7 năm 2010 để thu hồi liên kết của công ty phá sản Perugia Calcio Srl.

### Từ ASD Perugia Calcio đến AC Perugia Calcio
Trong kỳ nghỉ hè 2010, câu lạc bộ mới này có cùng mệnh giá và kế thừa lịch sử bên cũ, đã được đưa vào Serie D Girone E.
Ngày 10 tháng 4 năm 2011, Perugia trở thành đội đầu tiên của mùa giải được thăng hạng từ Serie D lên Lega Pro Seconda Divisione 2011-12, sau chiến thắng 3-2 trên sân nhà trước Castel Rigone. Cuối cùng, họ đã giành được Girone E. Câu lạc bộ cũng đã giành được Coppa Italia Serie D 2010-11, đánh bại Turris 1-0 trong trận chung kết.
Vào mùa hè năm 2011, câu lạc bộ đã được đổi tên thành Associazione Calcistica Perugia Calcio, do đó trở thành một công ty chuyên nghiệp, để chơi trong Lega Pro Seconda Divisione/B được thăng hạng ngay lập tức cho Lega Pro Prima Divisione. Ngày 4 tháng 5 năm 2014, đánh bại Frosinone 1-0, AC Perugia đã giành chức vô địch Lega Pro Prima Divisione 2013-14 và được thăng hạng lên Serie B sau 9 năm vắng bóng ở giải bóng đá cao thứ hai của Ý.

## Cầu thủ

### Đội hình hiện tại
Tính đến 22 tháng 8 năm 2023
Ghi chú: Quốc kỳ chỉ đội tuyển quốc gia được xác định rõ trong điều lệ tư cách FIFA. Các cầu thủ có thể giữ hơn một quốc tịch ngoài FIFA.
| Số | VT | Quốc gia | Cầu thủ                                   |
| -- | -- | -------- | ----------------------------------------- |
| 1  | TM | Albania  | Alessio Abibi                             |
| 3  | HV | Ý        | Damiano Cancellieri                       |
| 4  | TV | Ý        | Edoardo Iannoni (cho mượn từ Salernitana) |
| 5  | HV | Ý        | Gabriele Angella (đội phó)                |
| 6  | HV | Croatia  | Stipe Vulikić                             |
| 9  | TĐ | Đức      | Younes Ebnoutalib                         |
| 10 | TĐ | Brasil   | Ryder Matos                               |
| 11 | TĐ | Ý        | Alessandro Seghetti                       |
| 12 | TM | Ý        | Luca Moro                                 |
| 13 | TV | Bulgaria | Dzhaner Sadetinov                         |
| 15 | HV | Ý        | Cristian Dell'Orco                        |
| 16 | TV | Ý        | Paolo Bartolomei                          |
| 20 | TĐ | Ý        | Giuseppe Di Serio                         |
| 22 | TM | Ý        | Jacopo Furlan                             |

| Số | VT | Quốc gia    | Cầu thủ                                  |
| -- | -- | ----------- | ---------------------------------------- |
| 23 | TV | Ý           | Francesco Lisi                           |
| 25 | TV | Ý           | Simone Santoro                           |
| 28 | TV | Bờ Biển Ngà | Christian Kouan                          |
| 49 | HV | Ý           | Leon Baldi                               |
| 71 | HV | Ý           | Andrea Bozzolan (cho mượn từ Milan)      |
| 84 | TĐ | Litva       | Adrian Lickūnas                          |
| 86 | TV | Ý           | Giovanni Giunti                          |
| 92 | TĐ | Albania     | Flavio Sulejmani                         |
| 94 | HV | Ý           | Francesco Mezzoni (cho mượn từ Napoli)   |
| 95 | HV | Ý           | Giovanni Cicioni                         |
| 96 | HV | Ý           | Matteo Viti                              |
| —  | TV | Ý           | Christian Acella (cho mượn từ Cremonese) |
| —  | HV | Ý           | Raul Morichelli                          |

### Cầu thủ còn hợp đồng
Ghi chú: Quốc kỳ chỉ đội tuyển quốc gia được xác định rõ trong điều lệ tư cách FIFA. Các cầu thủ có thể giữ hơn một quốc tịch ngoài FIFA.
| Số | VT | Quốc gia | Cầu thủ       |
| -- | -- | -------- | ------------- |
| —  | TĐ | Gambia   | Kalifa Manneh |